# Johan Ludwig Mowinckel
Johan Ludwig Mowinckel (Bergen, 22 ottobre 1870 – New York, 30 settembre 1943) è stato un politico norvegese.
Membro del partito social-liberale (Venstre), fu primo ministro della Norvegia per tre volte: dal 1924 al 1926, dal 1928 al 1931 ed infine dal 1933 al 1935.
Nel 1942 si trasferì a New York, dove avrebbe trovato la morte l'anno seguente.